# Proljetni drijemovac
Proljetni drijemovac (drijemovac proljetni, ožujska čaša, lat. Leucojum vernum), proljetna lukovačasta trajnica iz porodice Amaryllidaceae, dio je tribusa Galantheae.  
Po životnom obliku je geofiti koji se pojavljuje kasnije u odnosu na visibabe pa je vjerojatno zbog toga nazvan drijemovac. Zimu preživljava uz pomoć podzemne stabljike u obliku lukovice u kojoj su tijekom kratke vegetacijske sezone prikupljene organske tvari potrebne za cvatnju i prezimljavanje. 
Stabljika je zeljasta. Cvijet je dvospolan sa žutim (ili ponekad zelenim) mrljama na šest bijelih latica. Ima šest žutih prašnika i bijeli tučak sa žutim vrhom.
- L. vernum
- L. vernum
- L. vernum
- L. vernum

## Podvrste
- Leucojum vernum var. carpathicum Sweet
- Leucojum vernum var. vernum

## Sinonimi
- Erinosma verna (L.) Herb.
- Galanthus vernus (L.) All.
- Nivaria verna (L.) Moench